# A Traitor Like Judas
Gli A Traitor Like Judas sono un gruppo metalcore con influenze thrash metal di Braunschweig, Germania.
Sono molto conosciuti nell'ambiente underground a causa dei loro numerosi concerti che li hanno portati in tour con i Burning Skies e ad aprire concerti per Caliban, As I Lay Dying, Unearth e  Walls of Jericho.

## Formazione

### Ex componenti
- Jasper Elter - voce
- Sören Kucz - chitarra
- Hans Weske - chitarra
- Tillmann Listek - basso
- Jochen Pohl - batteria

## Discografia
- 2002 - Poems For a Dead Man MCD
- 2004 - Too Desperate to Breathe In
- 2004 - Ten Angry Men (Split Album con Under Siege)
- 2006 - Nightmare Inc.
- 2010 - Endtimes
- 2011 - Lifetimes
- 2013 - Guerilla Heart (agosto 2013)

### Collaborazioni
- 2005 - The Black Chronicles